# فرودگاه پونتا گوردا
فرودگاه پونتا گوردا (به انگلیسی: Punta Gorda Airport) یک فرودگاه همگانی با کد یاتا PND است که یک باند فرود آسفالت دارد و طول باند آن ۷۰۰ متر است. این فرودگاه در کشور بلیز قرار دارد و در ارتفاع ۲ متری از سطح دریا واقع شده‌است.